# 楽天証券
楽天証券株式会社（らくてんしょうけん、英語: Rakuten Securities, Inc.）は、楽天グループに属する楽天証券ホールディングス傘下のインターネット専業証券会社及び商品取引員。東京都港区南青山に本社を置く。
2024年12月末時点の総合口座数1,193万口座、預り資産は36兆円を超え、国内株式の委託個人売買代金のシェアは38.4%とSBI証券（SBIホールディングス）に次いでネット証券業界第2位。
前身は三井住友銀行系の「DLJディレクトSFG証券」。

## 沿革
- 1999年3月24日 - ディーエルジェイディレクト・エスエフジー証券株式会社（DLJディレクトSFG証券）を設立。
- 2000年5月15日 - オンライントレーディングソフト「マーケットスピードVer.1」の提供開始。
- 2003年11月26日 - 楽天が、クレディ・スイス・ファースト・ボストン（CSFB）・三井住友銀行（SMBC）・インターネットイニシアティブ（IIJ）などから株式の96.67%を取得し、楽天の連結子会社になる。
- 2004年7月4日 - 楽天証券株式会社に商号変更。
- 2005年
  - 6月3日 - iSPEED（NTT DoCoMo FOMA対応）リリース。
  - 10月15日 - iSPEED Lite（NTT DoCoMo mova対応）リリース。
- 2006年
  - 7月21日 - 株券ゆうパックサービス取扱開始。
  - 9月1日 - 楽天証券が、株式移転を行って楽天証券ホールディングス株式会社を設立し、その完全子会社となる。
- 2009年10月1日 - 楽天証券ホールディングス株式会社、楽天ストラテジックパートナーズ株式会社と合併し、楽天の直接の子会社となる[注 1]。
- 2014年7月1日 - ドットコモディティを吸収合併して商品取引員業務を取り込み、従来ドットコモディティの取引サービスであったもののうち、楽天証券のドットコモディティ口座として、「国内商品先物取引」、「海外商品先物取引」、「貴金属積立・現物取引」の取引サービスを継続[2]。
- 2015年
  - 7月21日 - 本社を世田谷区玉川（二子玉川）の二子玉川ライズにある新社屋「楽天クリムゾンハウス」に移転[注 2]。
  - 8月1日 - FXCMジャパン証券を経営統合[3]。
- 2019年4月1日 - 楽天グループの再編により楽天証券株式会社の株式が楽天株式会社から楽天カード株式会社に継承される[4]。
- 2020年6月22日 - 本社を東京都世田谷区玉川から東京都港区南青山に移転[5]。
- 2022年
  - 5月24日 - 株式上場準備を開始したことを発表[6]。
  - 7月1日 - 暗号資産取引業の楽天ウォレットを子会社化[7]。
  - 10月3日 - 楽天グループの証券事業を再編し、楽天グループの証券事業持株会社として楽天証券ホールディングス株式会社（楽天証券HD）が発足。楽天証券、楽天投信投資顧問および楽天ウォレットの親会社は楽天証券HDとなり、楽天証券が進めていた上場申請は楽天証券HDが行う[8]。
  - 11月1日 - 10月7日付で楽天証券HDがみずほ証券と締結した資本業務提携に基づき、楽天証券HDが楽天証券の一部株式をみずほ証券に譲渡[9]。みずほ証券の楽天証券への議決権所有割合は19.99%となり、楽天証券HDの連結子会社であるとともにみずほ証券の持分法適用会社となった[10]。
- 2023年11月9日 - みずほフィナンシャルグループが傘下のみずほ証券を通じて楽天証券の株式を追加取得し、保有比率を49%とした[11][12]。
- 2024年3月5日 - フィデリティ証券の個人向け金融商品販売事業を譲受することで同社と合意（2025年1月1日にすべて移管）[13][14]。

## 上場主幹事業務実績
| 上場月     | 銘柄名                         | 上場市場       |
| ---------- | ------------------------------ | -------------- |
| 2005年12月 | バルク                         | セントレックス |
| 2006年6月  | バリオセキュア・ネットワークス | ヘラクレス     |
| 2006年10月 | オプトロム                     | セントレックス |
| 2006年11月 | メンバーズ                     | セントレックス |

## 楽天FX
- 楽天FXで利用できるFX取引の通貨は、28通貨ペアである。

　対円通貨ペア
　ドル/円、ユ－ロ/円、ポンド/円、豪ドル/円、NZドル/円、ランド/円、カナダ/円、スイス/円、香港ドル/円、
　SGドル/円、Nクローネ/円、トルコリラ/円、人民元/円、メキシコペソ/円
　その他通貨ペア
　ユ－ロ/ドル、ポンド/ドル、豪ドル/ドル、NZドル/ドル、ドル/スイス、ポンド/スイス、ユーロ/ポンド、
　ユーロ/スイス、豪ドル/スイス、NZドル/スイス、豪ドル/NZドル、ドル/カナダドル、ユーロ/豪ドル、
　ポンド/豪ドル
- 楽天FX口座を開設された場合は、テクニカル分析ツール「楽天MT4（MetaTrader4）」を利用可能である。

## 行政処分とシステム障害
楽天証券は2005年以降システム障害が多発した。楽天証券内部で発生したシステム障害は大小合わせて24件であり、外部との問題で発生した障害が19件、少なくとも合計43件のシステム障害が、2005年以降発生している。
ログインできない、などシステムがまったく利用できない状態がたびたび発生するなど、大規模かつ深刻な影響をもたらした。取引機会の喪失により、利用者が損害を被ったり、資産運用に支障をきたすなどの経済的損失を発生させた。
- 2005年8月29日 - 大規模なシステム停止等を含むシステム障害が発生、金融庁に「キャパシティ管理など運用管理を徹底する旨の報告書」を提出。
- 2005年10月15日 - 長時間のシステム停止を含む障害が発生。
- 2005年11月16日、金融庁は楽天証券に対し行政処分を行ったと発表した。同庁の調べによると、楽天証券は「証券業に係る電子情報処理組織の管理が十分でないと認められる状況」との法令違反行為が認められたとのこと[16]。
- 2006年3月10日 - 業務改善命令後もトラブルを多発させたことから、東京証券取引所は証券業に係る電子情報処理組織の管理が十分でないと認められる状況であると処分（戒告）を行った。
- 2007年6月5日 - 業務改善命令後も適切な再発防止策を実施していないことから、証券取引等監視委員会は金融庁に行政処分を行うよう勧告した。金融機関が同一の理由で短期間に再度の行政処分を受けることは極めて異例。
- 2007年6月8日 - 金融庁は、2005年の業務改善命令後も再発防止策が不十分であることと、システムリスク管理態勢が不十分であるため、業務改善命令を含めた2度目の行政処分を行った[17]。
- 2009年3月24日 - 金融庁よりシステムの運営管理状況が不十分であるとの趣旨から、3度目の行政処分を受けた[18][19]。

2006年8月31日、「ウィキペディア日本語版」に掲載された、楽天証券の障害多発に関する一部の記述を、楽天証券の従業員が社内から削除していたことが証券関連のブログで指摘され、朝日新聞等で報じられた。楽天証券側もこの事実を認めて関係した従業員を社内処分した上、謝罪した。
楽天証券は、取引システムとして2011年にOracleの垂直統合型システムを導入し、2014年には処理能力を高めたシステムに移行した。
2015年6月3日、不特定多数の顧客に追証を請求するトラブルが生じたと報じられた。楽天証券は人為的なミスとしてお詫びを掲載した。

## 不正アクセスと不正取引
2025年3月21日、楽天証券は会社を装った不審なメールを受け取った顧客が偽のサイトに誘導され、IDやパスワードといった個人情報を抜き取られる「フィッシング詐欺」被害が増えていると公表した。SNS等では、ユーザーの株式・投信等を勝手に売却され、中国株を買わされたという被害報告があった。
楽天証券は「いずれのケースも、当社からの漏洩ではないことは確認済み」としており、多くはフィッシング詐欺によるものとみている。補償に関して楽天証券は「個別に検討させていただくかたちになります」としている。
3月25日、楽天証券は「フィッシング詐欺などによる不正取引発生を受けた当社の取り組みとセキュリティ強化のお願い」という告知の中で、中国株の582銘柄のリストを公開し、買い注文を停止した。3月28日、楽天証券は不正な価格形成の疑いがある6つの中国株について、追加で買い注文の受付を一時的に停止すると発表した。
同様の不正アクセス、不正取引は、2025年4月30日現在、他の証券会社を含む9社で確認されている。